# 地獄辭典

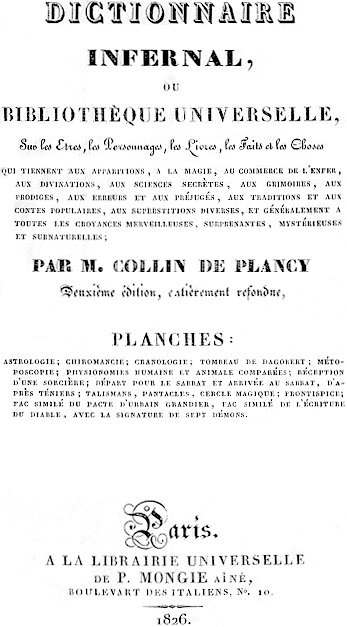
《地獄辞典》1826年版的开頭

《地獄辞典》（法语：Dictionnaire Infernal），是法国作家科兰·戴·布兰西（1794～1881）写的书籍。其内容有包含恶魔、巫婆、精灵、魔法等。以及另外有关于魔神、巫师、和地狱的交涉、占卜、诅咒、犹太教。还有神秘学、奇迹、造假、迷信等。

## 書籍史料
《地獄辞典》为标题，副标题
是一本关于恶魔学的书，按照地狱等级编排。该书有好几个版本，最著名的是1863年第六版，书中增加了69幅插图，这些插图描绘了一些恶魔的外形。后来这些图像中的许多被用于麦克逵格·马瑟斯版的《所罗门的小钥匙》。
这本书最早出版于1818年为第一版发行，之后分为两卷，在1818年至1863年间重印了六次，并进行了许多修改。这本书试图提供有关迷信和恶魔学的所有知识。

## 惡魔圖像

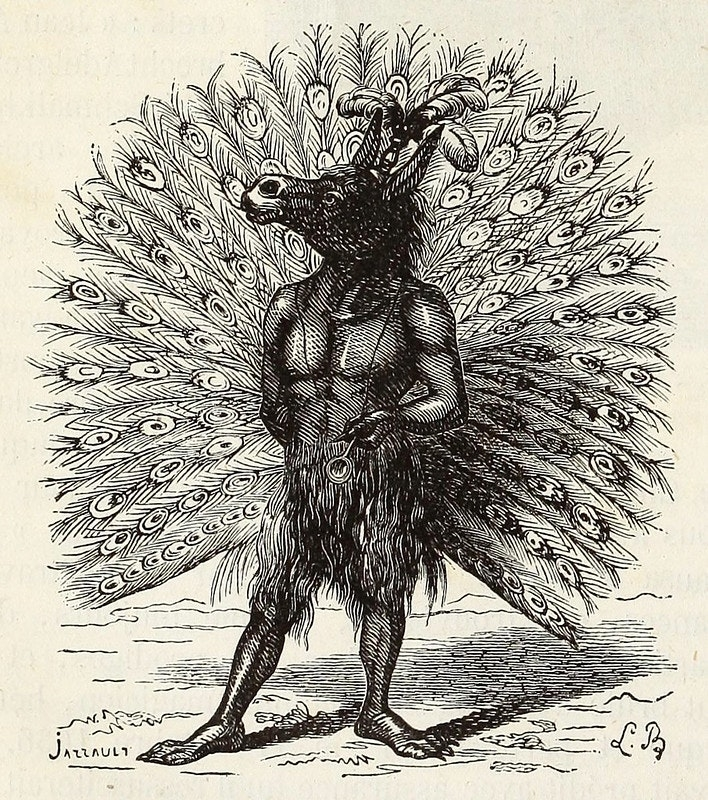
亚得米勒
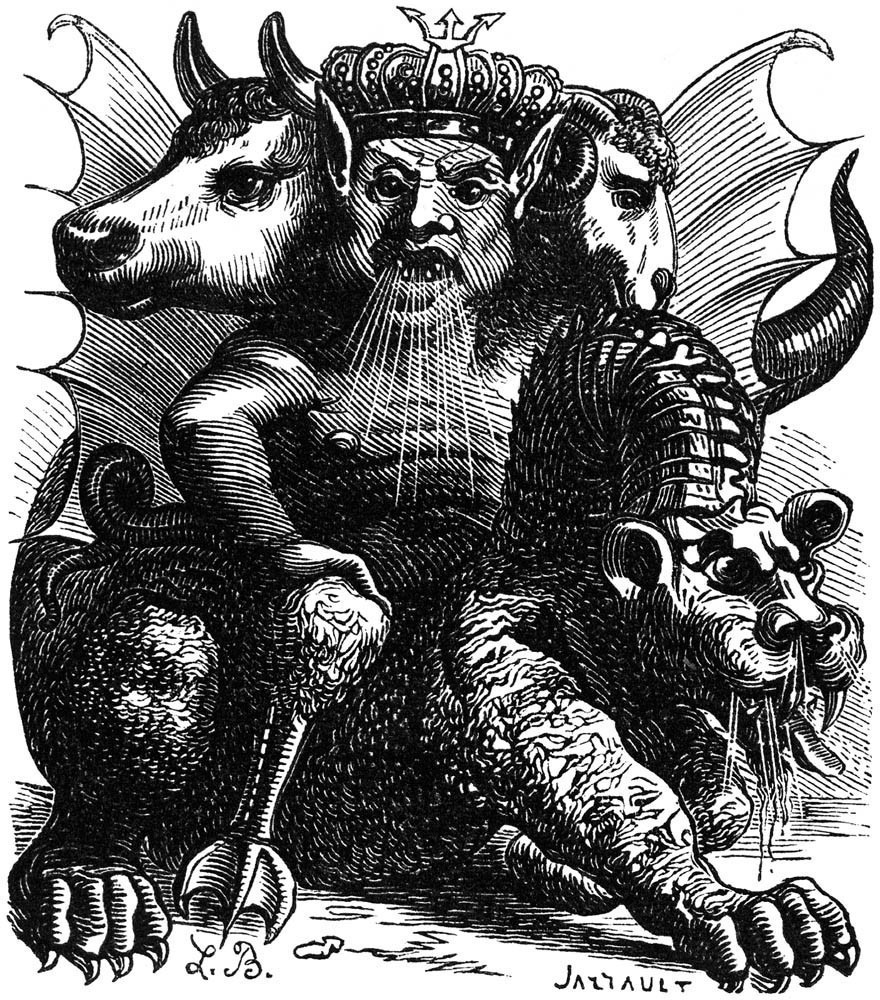
阿斯摩太
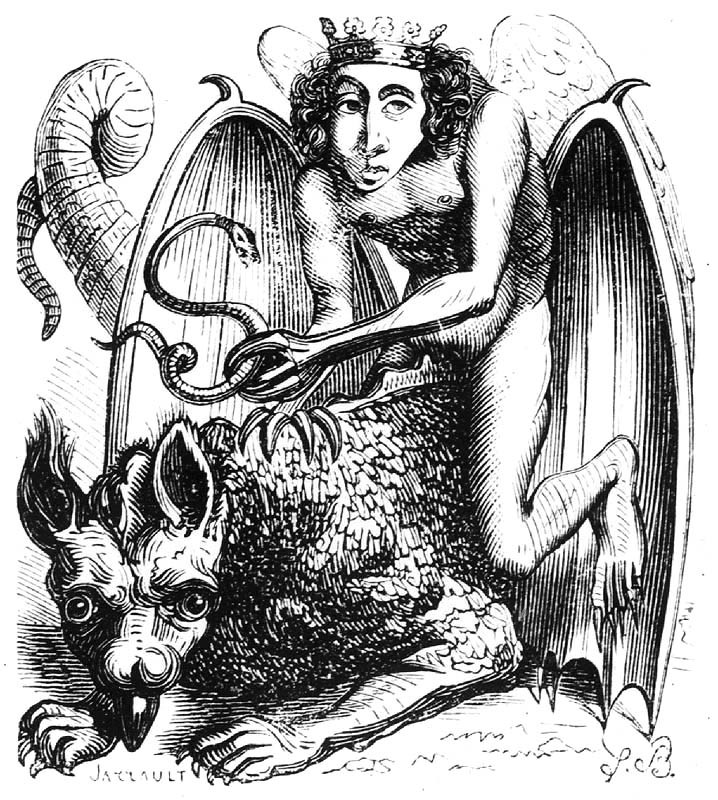
亞斯她錄
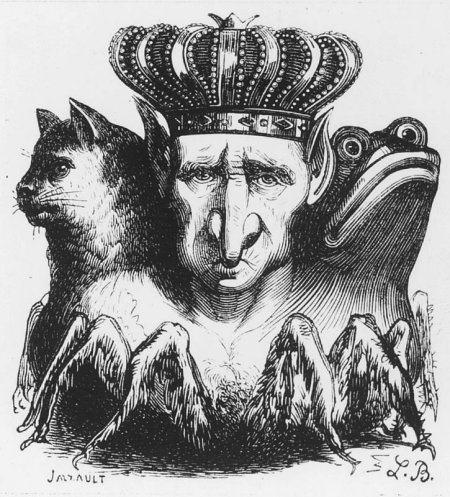
巴力
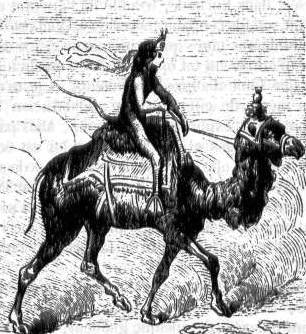
派蒙
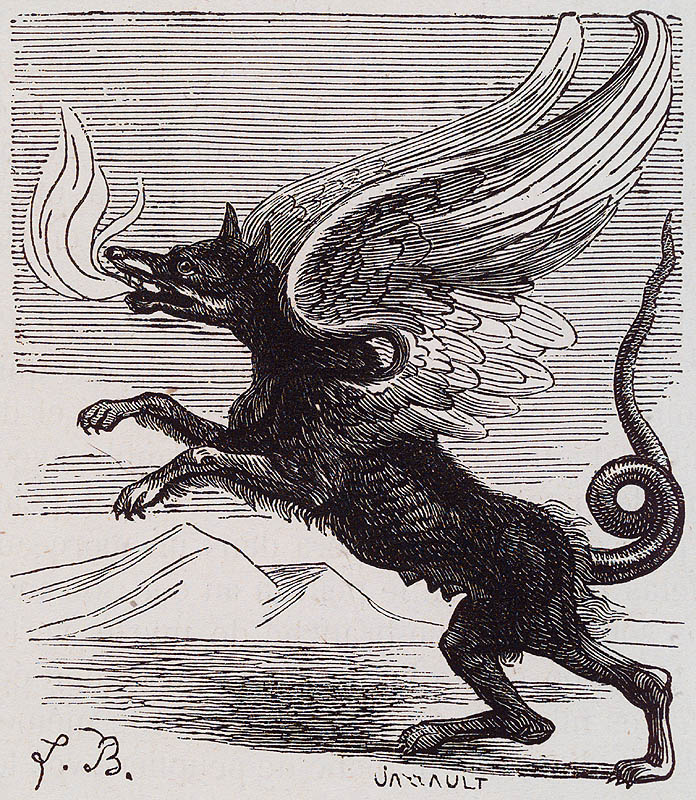
馬可西亞斯
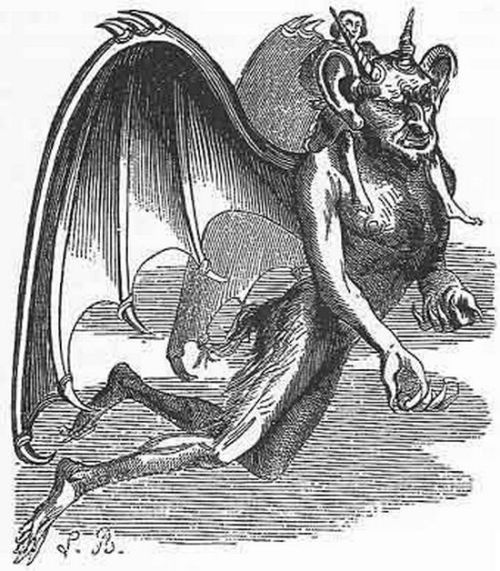
概布
佛爾卡斯
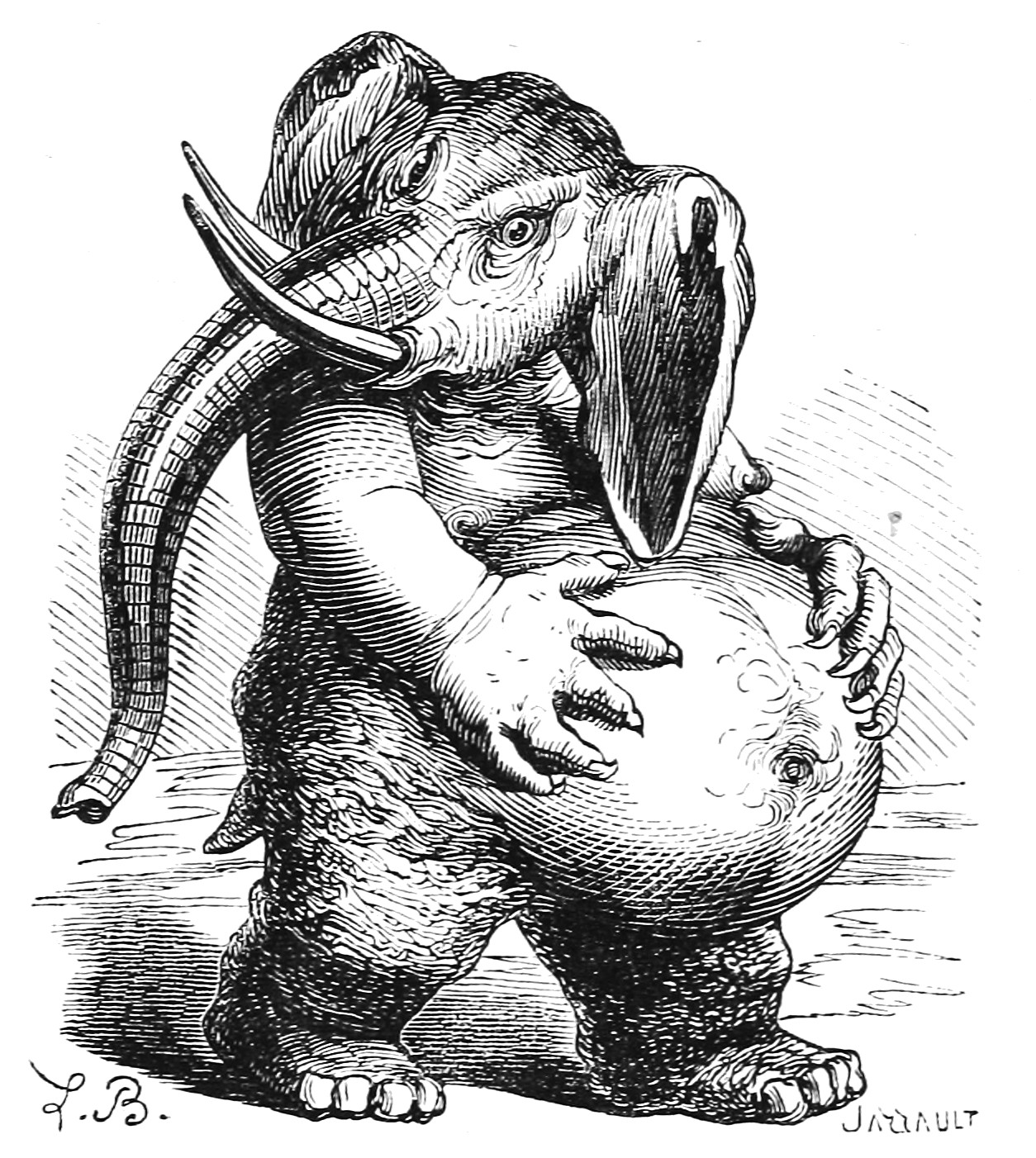
貝西摩斯
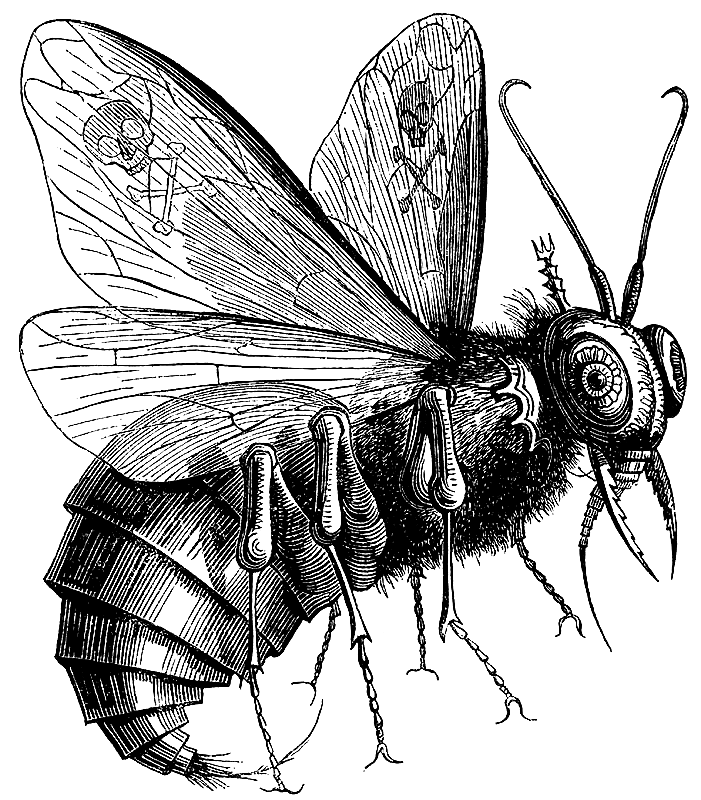
巴力西卜
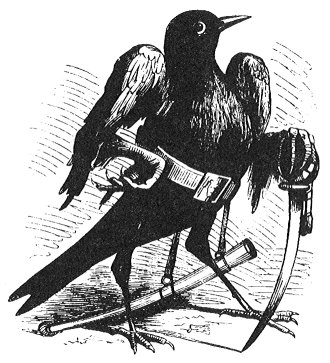
盖因
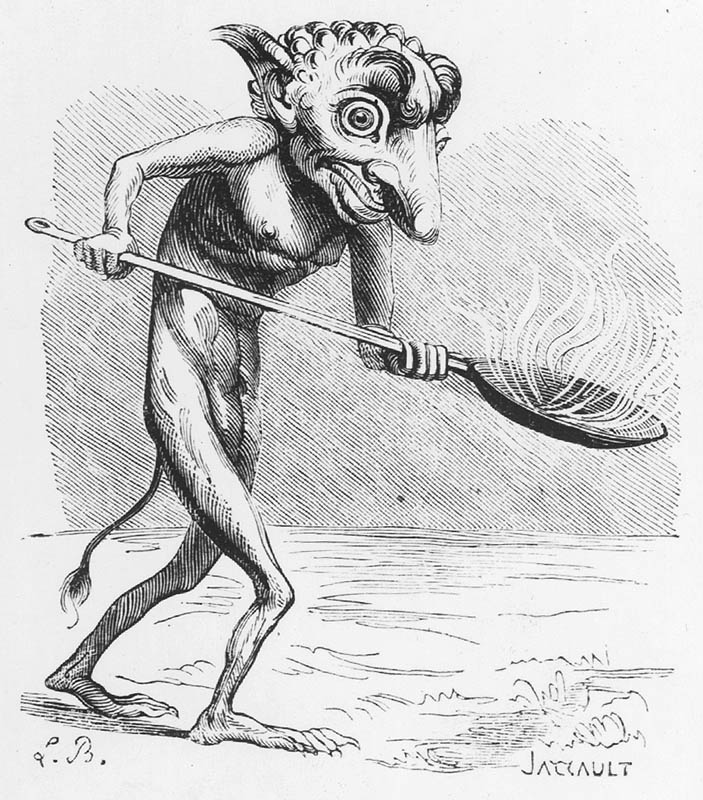
乌科巴克